# Laburrus
Laburrus — род цикадок из отряда Полужесткокрылых. 

## Описание
Цикадки размером 3-5 мм. Умеренно стройные и коренастые, с широкой, закругленно-тупоугольно выступающей головой. 1 вид.  
- Laburrus abrotani Emeljanov, 1962
- Laburrus amazon Emeljanov, 1962
- Laburrus handlirschi (Matsumura, 1908)
- Laburrus impictifrons (Boheman, 1852)
- Laburrus kuznetsovi Emeljanov, 1962
- Laburrus pellax (Horváth, 1903)
- Laburrus quadratus (Forel, 1864)